# Ornette Coleman
Randolph Denard Ornette Coleman (Fort Worth, Texas, 9 de março de 1930 — Manhattan, 11 de junho de 2015) foi um saxofonista e compositor de jazz norte-americano. Coleman foi um dos grandes inovadores do movimento do Free-jazz da década de 1950 e da década de 1960. Em 9 de julho de 2009 recebeu o prestigiado Miles Davis Award.

## Primeiros anos
Ornette Coleman nasceu e cresceu em Fort Worth, Texas, nos Estados Unidos. Iniciou sua carreira tocando rhythm and blues e bebop em sax tenor. Procurando sair da sua terra natal, empregou-se no espetáculo itinerante de variedades Silas Green from New Orleans. Uma noite, após um espetáculo em Baton Rouge foi atacado por desconhecidos e o seu saxofone foi destruído.
Mudou, então para o saxofone alto que se tornará o seu instrumento principal. Juntou-se então à banda de Pee Wee Crayton, com quem foi para Los Angeles. Aí teve vários empregos a par da atividade musical.
Desde o início da sua carreira que a forma de tocar de Coleman era pouco ortodoxa. Seguia mais o seu ouvido relativo do que o bem comportado temperamento igual. O seu sentido de harmonia e progressão de acordes - muito menos rígido do que o dos músicos de swing ou bebop - era flutuante e, por vezes, apenas sugerido e não explícito. Muitos músicos de Los Angeles consideravam-no desafinado e Coleman tinha dificuldades em encontrar outros músicos que pensassem como ele. O pianista Paul Bley foi um dos seus seguidores desde o início.
Em 1958 Coleman conduziu a sua primeira sessão de gravação para o disco Something Else!!!! The music of Ornette Coleman. Participaram também o trompetista Don Cherry, o baterista Billy Higgins, o baixista Don Payne e o pianista Walter Norris.

## The Shape of Jazz to Come
Em 1959, Ornette Coleman manteve-se muito ocupado. Assinou um contrato para vários discos com a editora Atlantic Records e lançou o álbum Tomorrow Is the Question!, com um quarteto que tinha Shelly Manne na bateria e excluía o piano de sua formação. Coleman não voltaria a utilizar piano em seus grupos até os anos 90. De seguida, convidou o contrabaixista Charlie Haden - um dos seus mais importantes colaboradores - para um conjunto com Don Cherry e Billy Higgins. Gravaram The Shape of Jazz to Come em 1959. De acordo com o crítico Steve Huey, foi um momento de viragem na génese do Avant-garde jazz, marcando profundamente o seu rumo e lançando um desafio que muitos ainda não conseguiram enfrentar. Embora claramente baseados no blues e bastante melódicos, os temas do álbum tinham uma harmonia pouco usual e imprevisível. Alguns críticos musicais viam Coleman como um charlatão sem talento, enquanto outros o achavam um génio.
O quarteto de Coleman foi contratado para vários espetáculos no clube de jazz de Nova Iorque Five Spot. Algumas figuras notáveis, como o Modern Jazz Quartet, Leonard Bernstein e Lionel Hampton, ficaram impressionados e o encorajaram. Conta-se que Hampton ficou tão impressionado que teria pedido para tocar com eles. Bernstein ajudou Coleman a obter uma bolsa de composição. As opiniões, no entanto, dividiam-se: o trompetista Miles Davis declarou que Coleman estava "todo lixado por dentro" e Roy Eldridge disse: acho que ele está a gozar.
Nas gravações feitas na Atlantic Records, Scott LaFaro substituía por vezes Charlie Haden no contrabaixo e surgem Billy Higgins ou Ed Blackwell na bateria. Estas gravações foram compiladas no conjunto Beauty Is a Rare Thing (1961).
Parte da singularidade do som dos primeiros anos de Ornette Coleman devia-se ao facto de utilizar um saxofone de plástico. Coleman afirmava que tinha um som mais "seco", sem o "ping" característico do metal. No entanto, em anos mais recentes tem utilizado um saxofone de metal.

## Free-jazz
Em 1960 Coleman gravou Free Jazz, onde apresentava um quarteto duplo incluindo Don Cherry e Freddie Hubbard no trompete, Eric Dolphy no clarinete baixo, Charlie Haden e Scott LaFaro no contrabaixo e Billy Higgins ou Ed Blackwell na bateria. O disco foi gravado em estéreo com cada um dos quartetos tocando isolado em cada um dos canais, isto permitia produzir passagens extraordinárias de improvisação coletiva de todos os oito músicos. Free Jazz tinha quase 40 minutos, sendo a mais longa sessão de jazz gravada até à data e tornou-se, instantaneamente um dos discos mais controversos de Ornette Coleman.
Coleman pretendia que Free Jazz fosse apenas o título do álbum, mas a sua crescente reputação colocou-o no primeiro plano da inovação jazzística e, passado pouco tempo, o free jazz era considerado um novo género, embora Coleman tenha demonstrado reservas em relação ao termo.
Uma parte das razões porque Coleman não se sentia bem com o termo free jazz prendia-se com a importância da composição na sua música. As suas melodias fazem lembrar as que Charlie Parker escreveu e estão, de modo geral, mais perto do bebop que o antecedeu do que se imagina. Apesar disso, Coleman quase nunca tocava standards, concentrando-se nas suas próprias composições, que se sucediam num fluxo ininterrupto.

## Década de 1960
Após o período da Atlantic a sua música tornou-se mais abrupta e envolveu-se completamente com o Avant-garde jazz que se desenvolveu, em parte, em torno das suas inovações de Coleman.
O seu quarteto dissolveu-se e Coleman formou um trio com David Izenzon no contrabaixo e Charles Moffett na bateria. Coleman começou a alargar a amplitude sonora da sua música, introduzindo acompanhamentos por instrumentos de cordas e tocando ele próprio trompete e violino. Charlie Haden juntava-se-lhes por vezes para formar um quarteto com dois contrabaixos.
Entre 1965 e 1967 assinou com a lendária editora Blue Note e gravou vários discos, começando pelo importante registo At the Golden Circle Stockholm.
Em 1966 Coleman foi criticado por ter gravado The Empty Foxhole, um trio com Charlie Haden e com o seu filho Denardo Coleman que tinha 10 anos de idade. Alguns pensaram que tinha sido um insensato golpe publicitário que falhou. Outros, no entanto, notaram que, apesar da sua juventude, Denardo havia estudado bateria durante vários anos, a sua técnica apesar de não ser refinada era aceitável e entusiástica, ligando-se mais ao estilo de batida de bateristas de free jazz como Sunny Murray. Denardo Coleman tornou-se um músico respeitado e é o baterista principal de seu pai desde o final da década de 1970.
Coleman formou outro quarteto, utilizando vários contrabaixistas e bateristas, entre os quais Charlie Haden, Jimmy Garrison e Elvin Jones. Dewey Redman juntou-se ao grupo, habitualmente no saxofone tenor.
Continuou, também, a explorar as texturas dos instrumentos de cordas, desde o Town Hall Concert de 1962 ao  Skies of America de 1972.

## Carreira posterior
Mais tarde Coleman começou (tal como Miles Davis fizera) a utilizar instrumentos eléctricos. Discos como Virgin Beauty e Of Human Feelings usavam ritmos de rock e funk, por vezes chamado free funk. Podería parecer que Coleman aderira ao jazz de fusão, em voga na época, mas o primeiro disco de Ornette com este grupo (Dancing in Your Head 1976) era suficientemente diferente para ter impacto. As guitarras eléctricas estavam em destaque, mas a música, no fundo, era semelhante aos seus trabalhos mais antigos. Estas sessões tinham as mesmas melodias abruptas e improvisações colectivas.
Jerry Garcia tocou guitarra em três faixas do álbum Virgin Beauty. Por duas vezes, em 1993, Coleman apareceu em palco com os Grateful Dead tocando várias músicas da banda. Outra associação inesperada foi com o guitarrista Pat Metheny, com quem gravou o disco Song X (1985), que embora editado sob o nome de Metheny foi composto por Coleman.
Em 1991, Coleman tocou na banda sonora do filme de David Cronenberg O Festim Nu com uma orquestra dirigida por Howard Shore.
Em meados da década de 1990, assistiu-se a um assomo de atividade de Ornette Coleman. Entre 1995 e 1996 gravou quatro discos e trabalhou, pela primeira vez em muitos anos com pianistas, entre os quais, Geri Allen e Joachim Kühn.
Em Setembro de 2006 lançou o álbum ao vivo Sound Grammar com o seu quarteto, com Denardo Coleman na bateria e dois contrabaixistas: Gregory Cohen e Tony Falanga. Foi o primeiro disco com novo material em dez anos.
Ganhou o Prémio Pulitzer de Música em 2007.

## Legado
Embora fosse um venerável ancião do jazz, Coleman continuou a tocar regularmente e, muitas vezes, fazendo associações inesperadas com músicos jovens ou de culturas radicalmente diferentes.
Muitas das suas composições tornaram-se standards e são bastante ouvidas e tocadas. Pianistas como Paul Bley e Paul Plimley utilizam-nas. John Zorn gravou um álbum de Thrash metal chamado Spy Vs Spy (1989) com versões de músicas de Ornette Coleman e até o violinista de música country, Richard Greene utiliza temas de Coleman.
Ornette Coleman influenciou virtualmente todos os saxofonistas e músicos de jazz da geração seguinte que admiram o seu esforço de descobrir, não só a forma do jazz, mas de toda a música que está para vir.
Em 11 de fevereiro de 2007 recebeu o Prémio Grammy pelo conjunto da sua carreira. Faleceu em Nova Iorque após sofrer ataque cardíaco.

## Discografia
| - Something Else!!!! (1958) - Coleman Classics Vol. 1 (1958) - Tomorrow Is the Question! (1959) - The Shape of Jazz to Come (1959) - Change of the Century (1959) - This Is Our Music (1960) - Free Jazz (1960) - Ornette! (1961) - Ornette on Tenor (1961) - The Art of the Improvisers (1961) - Twins (1961) - Beauty Is a Rare Thing (1961) - Town Hall (1962) - Chappaqua Suite (1965) - An Evening with Ornette Coleman (1965) - Who's Crazy Vol. 1 & 2 (1965) - The Paris Concert (1965) - Live at the Tivoli (1965) - At the "Golden Circle" Vol. 1 & 2 (1965) - Ornette Coleman: The Empty Foxhole (1966) - The Music of Ornette Coleman - Forms & Sounds (1967) - The Unprecedented Music of Ornette Coleman (1968) - Live in Milano (1968) - New York Is Now (1968) - Love Call (1968) | - Ornette at 12 (1968) - Crisis (1969) - Man on the Moon/Growing Up (1969) - Broken Shadows (1969) - Friends and Neighbors (1970) - Science Fiction (1971) - European Concert (1971) - The Belgrade Concert (1971) - Skies of America (1972) - J for Jazz Presents O.C. Broadcasts (1972) - To Whom Who Keeps a Record (1975) - Dancing in Your Head (1976) - Body Meta (1976) - Soapsuds, Soapsuds (1977) - Of Human Feelings (1979) - Opening the Caravan of Dreams (1983) - Prime Time/Time Design (1983) - Song X (1985) - In All Languages (1987) - Live at Jazzbuehne Berlin (1988) - Virgin Beauty (1988) - Naked Lunch (1991) - Tone Dialing (1995) - Sound Museum - Hidden Man & Three Women (1996) - Colors: Live from Leipzig (1997) - Sound Grammar (2006) |